# Suiko Tennō
La Emperatriz Suiko (推古天皇 Suiko-tennō?, 554–15 de abril de 628) fue la 33.ra Emperatriz de Japón, según el orden tradicional de sucesión y la primera mujer en ascender al Trono del Crisantemo. Reinó entre 593 y 628.
Antes de ser ascendida al trono, su nombre personal (imina) era Mikekashiya-hime-no-mikoto, también conocida como Toyomi
ke-Kashikiya-hime-no-Mikoto. Tuvo otros nombres como princesa Nukatabe y (posiblemente póstumo) Toyomike Kashikiya.

## Genealogía
Fue la tercera hija del Emperador Kinmei. Su madre fue la hija de Soga no Iname, Soga no Kitashihime. La emperatriz Suiko fue la hermana menor del Emperador Yōmei, y tuvieron la misma madre.

## Biografía
Como princesa, fue consorte de su medio hermano, el Emperador Bidatsu; tras la muerte de la primera esposa del emperador Bidatsu, ella asumió el título de Ōkisaki (consorte oficial del emperador). Tuvo cinco hijos, dos mujeres y tres hombres.
Tras la muerte del emperador Bidatsu, el Emperador Yōmei asciende al trono, pero solo reinó por dos años antes de morir enfermo. Tras la muerte del emperador Yōmei, se desencadenó una lucha de poder entre el clan Soga y el clan Mononobe. Los Soga apoyaban al Príncipe Hatsusebe y los Mononobe apoyaban al Príncipe Anahobe. Con la victoria del clan Soga, el Príncipe Hatsusebe asume al trono con el nombre de Emperador Sushun en 587. Pero el poder del Emperador Sushun trajo fricciones con el líder del clan, Soga no Umako, y este último temiendo que el emperador actuara primero, lo asesinó en 592.
Al haber un vacío en el poder, se le consultó a la princesa si podía asumir al trono, y accedió siendo la primera mujer que asumiría el cargo de emperador de Japón. Así en 593 fue coronada a la edad de 39 años con el nombre de emperatriz Suiko.
El príncipe Shōtoku fue nombrado regente en 594; a pesar de que él y Soga no Umako tenían el poder de facto, la emperatriz también tomaba parte en algunas decisiones. En 624 ella rechazó ceder el territorio de Kazuraki no Agata a nombre de Soga no Umako.
Algunas de las acciones de la emperatriz durante su reino incluían el reconocimiento del budismo en el país, con la promulgación del Edicto de los Tres Tesoros Florecientes en 594, la apertura de relaciones con la corte de la dinastía Sui en 600, la adopción del Sistema de Doce Niveles de Tapas y Rangos en 603 y la adopción de la Constitución de 17 artículos en 604. La emperatriz Suiko fue también una de los primeros monarcas budistas en Japón, y había tomado los votos como monja poco antes de ser emperatriz.
Durante el momento de la sucesión imperial, la decisión estaba determinada a través de los líderes clanes, y no sobre el emperador, la Emperatriz Suiko sólo indicó dos candidatos para sucederle cuando estaba en su lecho de muerte en 628. Uno de ellos era el Príncipe Tamura, nieto del emperador Bidatsu y apoyado por la mayor parte del clan Soga, en especial Soga no Emishi. El otro candidato era el Príncipe Yamashiro, hijo del príncipe Shōtoku y tenía el apoyo de algunos disidentes del clan Soga. Después de los enfrentamientos dentro del clan Soga, donde uno de los principales simpatizantes del príncipe Yamashiro fue asesinado, el príncipe Tamura fue ascendido como el emperador Jomei en 629.